# Muiris Ó Rócháin
Muiris Ó Rócháin (Dingle, 1944 - Milltown Malbay, 17 oktober 2011) was een Iers onderwijzer, directeur van de Willie Clancy Summer School, president van Oireachtas na Gaeilge en verzamelaar van folkloristische muziek en zang.
Ó Rócháin gaf les in wiskunde en Iers in Cahirciveen, Waterville, Dublin en Spanish Point. In de periode dat hij in Dublin werkte, ontmoette hij zijn latere vrouw Una Guerin en hij volgde haar naar haar geboorteplaats Milltown Malbay. Hij was een van de oprichters en lange tijd directeur van de Willie Clancy Summer School.
Gedurende vele jaren besteedde Ó Rócháin veel tijd aan folklore, het gemeenschapsleven en met name aan Ierse cultuur. Onder meer de volgende organisaties kregen zijn tijd en aandacht: Dal gCais (een tijdschrift over Ierse cultuur), Oidhreacht an Chláir Teo (Clare Institute for Traditional Studies) en The Clare Festival of Traditional Singing.
In 2001 werd Ó Rócháin benoemd tot president van Oireachtas na Gaeilge, een jaarlijks festival ter ere van de Ierse cultuur in de breedste zin des woords.

## Prijzen
- 2010: TG4 Gradam na gCeoltóirí award; voor zijn bijdragen aan de Ierse traditionele muziek[7]